# 政令宣導字卡
政令宣導字卡是早期台灣三家電視台，因宣導政府的一些政令，或者宣佈一些公告事項等所需透過電視媒體所傳達的訊息字卡之一。但此類宣導方法沒有現在影片宣導的效果更好。此外，在中国大陆也有类似的字卡。

## 播放方式

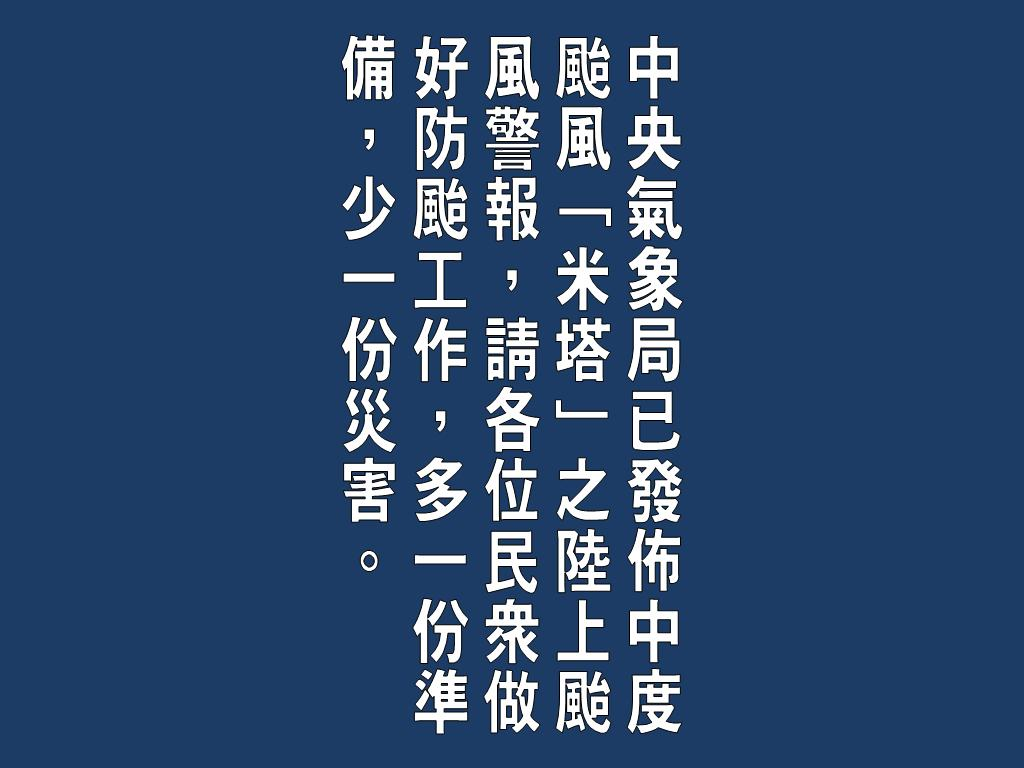
台視格式政令靜態字卡範例，本範例為防颱宣導（此圖並非由台視擷取，僅為模擬）。

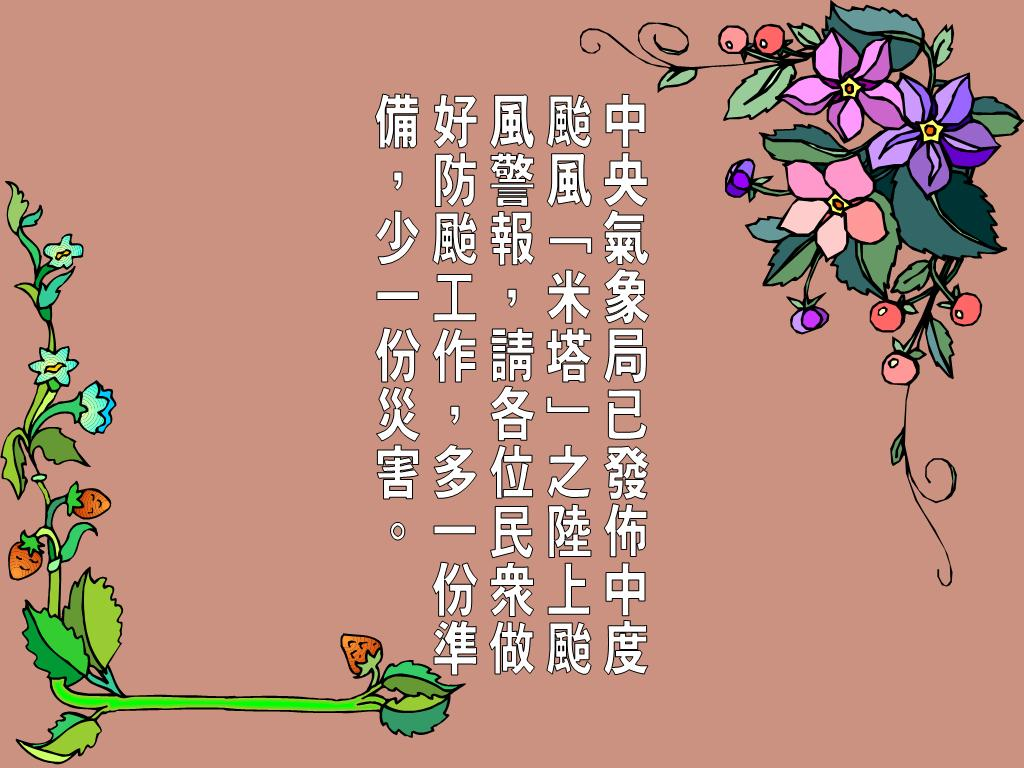
中視格式政令靜態字卡範例，文字敘述同圖1.（此圖並非由中視擷取，僅為模擬）。

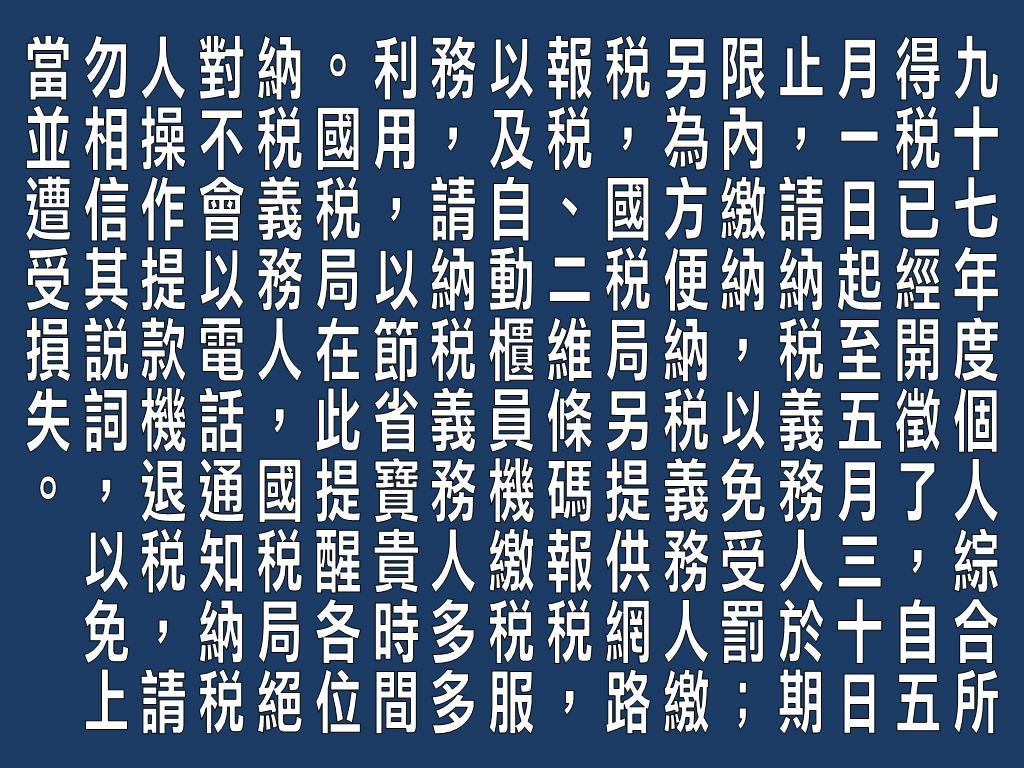
台視格式政令靜態字卡範例，本範例為個人綜合所得稅之開徵（此圖並非由台視擷取，僅為模擬）。

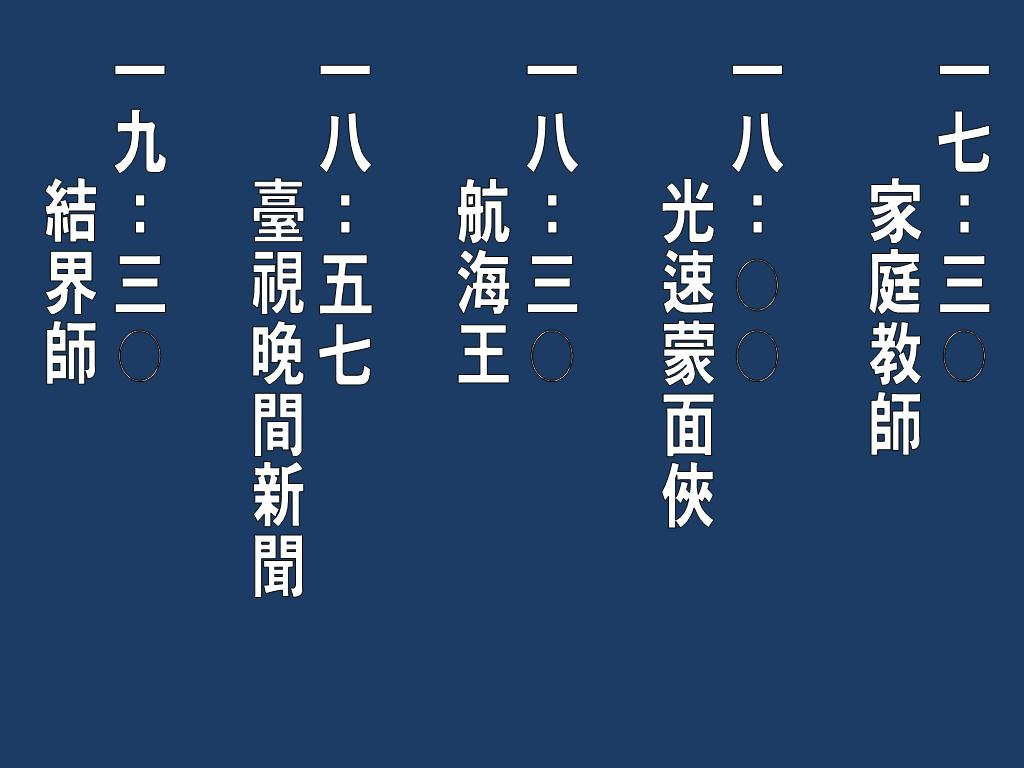
台視隔日節目預告一覽表，範例內容為2007年左右的節目表一隅（此圖並非由台視擷取，僅為模擬）。

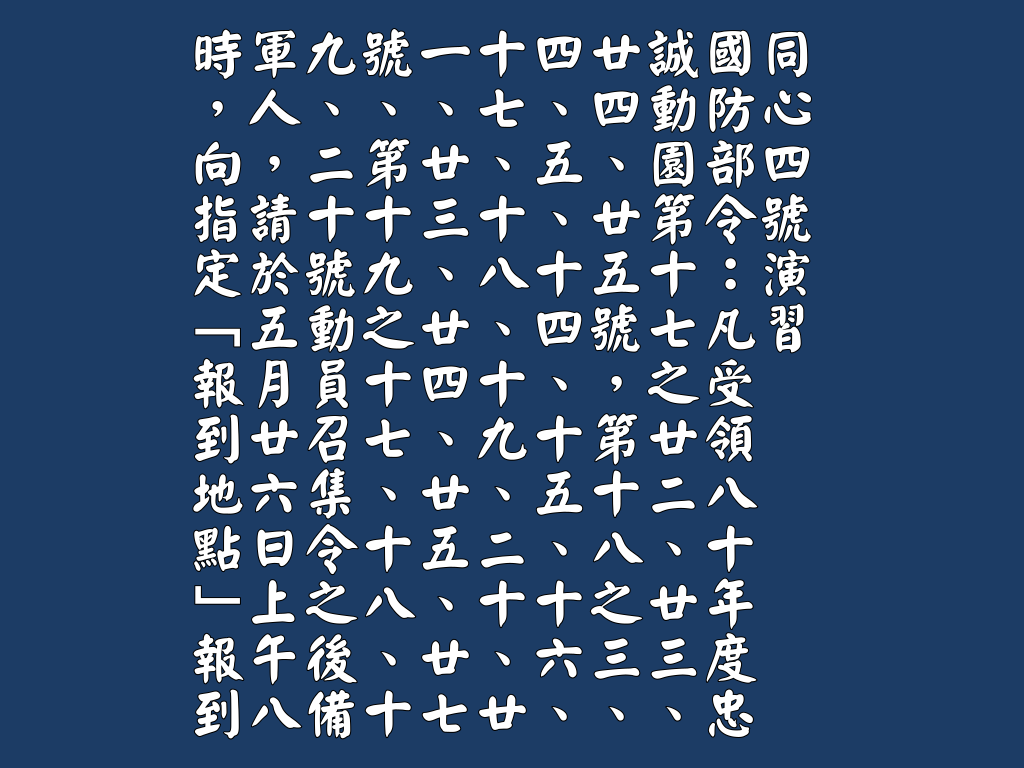
台視格式政令靜態字卡，此範例為八十年後備軍人演習（此圖並非由台視擷取，僅為模擬）。

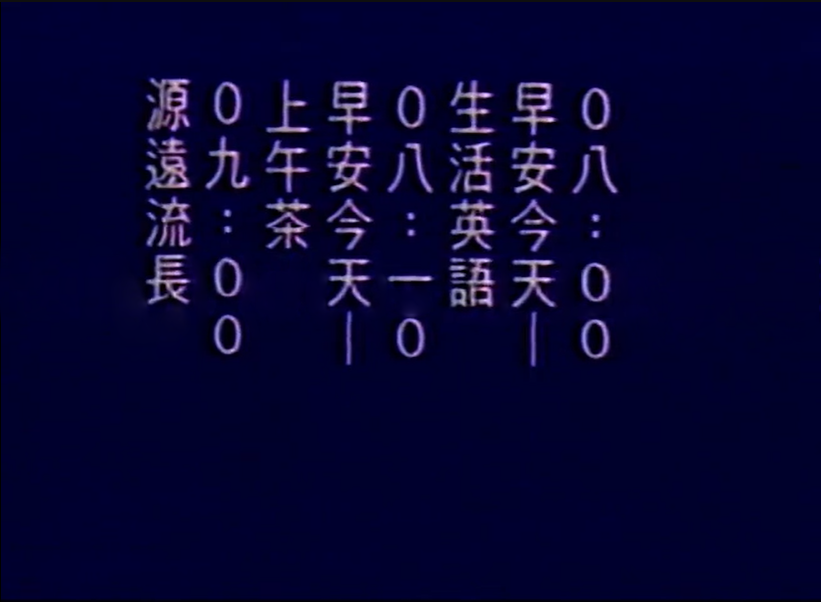
華視1991年某日顯示的隔日節目預告一覽表之一。

每次「政令宣導字卡」的出現，是一段節目與一段節目之間的廣告時間播出。當每一張「政令宣導字卡」出現時，旁白會同時將該張字卡讀出來，一邊讓觀眾閱讀、一邊讓觀眾聽取，以加強觀眾對該政令與消息的瞭解。
如一個政令不足以一張紙卡顯示時，幕後人員可能會以兩張以上的紙卡方式顯現。除此之外，旁白朗讀所有政令，均採用「中華民國國語」，無其他地方語言之朗讀。故對一些不很精通國語的年長者而言，很可能不具有較好的宣傳效果。

## 格式
就這類字卡，將其分類於下列三種電視台的格式。

### 台視
- 台視的靜態紙卡，均以藍底白字為主，大多都是宣導政令、稅徵，以及颱風動向等消息。
- 男性旁白有陳振中 和李智；女性旁白自開播起分別有傅筱燕、陳正美、黃麗珍、張蘋、蘇斐麗、林懷生、劉淑芳、曲渝青、鄢蘭、夏琍琍、劉定華、周喜蘭等人。
- 不僅是政令宣導，台視有時候也不在政令宣導時採用此類靜態紙卡：收播前公佈隔日節目一覽表，也是採用此類藍底白字的靜態紙卡；而台視的國劇節目，亦有透過此類字卡的方式，向觀眾解釋與透漏與解釋劇情。
- 台視節目跳槽至其他無線電視台播出時，也是採用此類藍底白字的靜態紙卡，但是文字的排列方向改為由左至右橫列；交亂雜點的黑白畫面（Noise）之前的「再見」兩字紙卡，卻不是藍底白字的樣式。

### 中視
- 中視的靜態紙卡，大多以紅底白字為主，旁邊會加一些花邊作裝飾，同樣也是宣導政令、稅徵等較多。
- 旁白只有女性（與中視各節目名稱字卡的旁白為同一人[1] ），無男性旁白，而女性旁白的名字有待確認。

### 華視
- 華視的靜態紙卡，大多以藍紫底白字為主。旁白有男性也有女性。男性為簡鴻壽，女性名字待查。
- 除了政令宣導，華視出版事業的刊物推銷，以及國劇節目內的解釋，也用了此類字卡。《每日一字》亦用了此類字卡，但不使用黑體字，而是標準楷書。

## 消失
現在由於影片宣導的效果比起靜態字卡的效果更具有活力，而影音科技也比以往進步許多，故無論現在哪一家電視台，此類靜態字卡之使用可說是少之又少。
1990年代至2000年代，中視部份重播之八點檔連續劇，也是採用靜態字卡介紹節目名稱，但是那些靜態字卡都是重新設計過的，並不沿用首播時用過的靜態字卡；同時期的中視電視動畫也是採用靜態字卡介紹節目名稱，但直接以動畫截圖為底圖。在此期間，衛視中文台也是採用此作法。2010年代，中視停用靜態字卡，成為最後一家停用靜態紙卡的電視台。

## 其它
- 除了政令宣導外，在早期，電視台公告（徵才啟事、設備故障、節目異動等）、新聞快報[2]、與廣告亦有利用字卡宣傳的型態。
- 早期三台在部分的節目開始前，會利用字卡顯示提供廠商等贊助商資訊。[3]普通的節目大約一張，特別節目（尤其是國慶日時）字卡可能有八張以上（如祝賀某某總統就任）。
- 台視與華視的國劇節目，亦使用此類字卡介紹戲劇的內容，或者是講解國劇演員的特徵。

## 相关
目前在中国大陆也有类似的字卡，这种字卡一般情况下被称作电视公告或电视通知，不过与台湾竖向排版不同，中国大陆都是横向排版。这种字卡一般出现在各大地方电视频道，播放各地方政府的政令、时政新闻、通知公告、宣传标语及口号、指示指引等信息，尤其特别会出现在地方台的主档新闻节目（如《XX新闻》、《XX新闻联播》）及广告时段，一般情况下为蓝底白/黄字，有时可能会是红底白/黄字（主要出现在节假日期间，如春节、国庆节等，或者是党和国家的重要会议，如党代会、两会期间）。中国中央电视台《新闻联播》也出现过类似字卡，特别在时政要闻当中（如2012年11月15日、2017年10月25日的“史上最长”《新闻联播》，依惯例播报了当天新当选的中央政治局常委和委员、中央书记处成员、中央军事委员会组成人员、中央纪律检查委员会书记、副书记和常务委员会委员的简历），但目前已经不太常见。

## 引用来源
1. ↑  1997年 民國86年 中視兩性交友綜藝節目 《非常男女》所播出的電視廣告
2. ↑  1987年/民國76年十一月28日 台視《新聞快報》 （页面存档备份，存于），報導關於南非航空295號班機空難的消息，取自《國劇》節目。此為三段插播合併成一段影片，包括「新聞快報」與印度洋地圖上的模里西斯位置概要，以及南非航空公司的商標
3. ↑  1977年 民國66年 台視歌仔戲《趙匡胤》所播出的電視廣告，00:49處
4. 1 2  . 今日前郭.   [2021-08-18]. （原始内容存档于2021-08-18） （中文（中国大陆））.
5. ↑  . 武汉广播电视台. 2020-01-24  [2021-02-01] （中文（中国大陆））.[]
6. 1 2  . 吉林新闻联播. 央视网.   [2021-02-01] （中文（中国大陆））.
7. 1 2  . 河南新闻联播. 央视网.   [2021-02-01] （中文（中国大陆））.
8. 1 2 3  . 安徽新闻联播. 央视网.   [2021-02-01] （中文（中国大陆））.
9. 1 2  . 吉林融媒. 吉林电视网.   [2021-02-01] （中文（中国大陆））.
10. ↑  . 吉林融媒. 吉林电视网.   [2021-02-01]. （原始内容存档于2021-02-08） （中文（中国大陆））.
11. 1 2  . 吉林融媒. 吉林电视网. 2021-08-18  [2021-08-18]. （原始内容存档于2021-08-18） （中文（中国大陆））.
12. ↑  . 优酷网. 2013-01-15  [2021-02-01]. （原始内容存档于2021-02-05） （中文（中国大陆））.
13. ↑  . 吉林融媒. 吉林电视网.   [2021-02-01]. （原始内容存档于2021-02-05） （中文（中国大陆））.
14. 1 2  . 新闻联播. 央视网. 2018-02-25  [2021-02-01]. （原始内容存档于2021-02-05） （中文（中国大陆））.
15. ↑  . 吉林融媒. 吉林电视网.   [2021-08-18]. （原始内容存档于2021-08-18） （中文（中国大陆））.
16. ↑  . 吉林融媒. 吉林电视网.   [2021-08-20]. （原始内容存档于2021-08-20） （中文（中国大陆））.
17. ↑  . 央视网.   [2020-07-24]. （原始内容存档于2020-07-24）.
18. ↑  . 央视网.   [2020-07-24]. （原始内容存档于2020-07-24）.
19. ↑  . 优酷网.   [2020-07-24]. （原始内容存档于2020-07-24）.

## 外部連結
- 台視政令宣導字卡三張 （页面存档备份，存于）（在台視1981年中秋節特別節目《君在前哨：鄧麗君勞軍專輯》預告片前播映）
- 民國76年（1987年）7月15日中視新聞快報
- 中視開播，包含檢驗圖(該檢驗圖是華視的檢驗圖)、中華民國國歌、中視台呼，與兩張政令宣導字卡，隨即進入《中國早安》節目
- 1991年華視主頻節目片段、政令宣導字卡、隔日電視節目預告（含UHF節目預告）以及收播提示 （页面存档备份，存于）